# 브루누 바이우
브루누 엔히키 다 쿠냐 바이우(포르투갈어: Bruno Henrique da Cunha Baio, 1995년 10월 3일 ~ )는 브루누 바이우(포르투갈어: Bruno Baio)라는 이름으로 알려져 있는 브라질의 축구 선수이다.
K리그 등록명은 바이오였으며 데뷔 첫 해 10골을 넣었는데 한때 역대 K리그 두자릿수 골을 기록한 공격수 중 최장신(197CM)이기도 했다.
2020년시즌 대전 하나 시티즌에 입단하였으며, 2021시즌을 마치고 팀을 떠나게 되었다.
그후 1년 동안 소속팀 없이 지내고 있다가 브라질 3부리그 이피랑가 FC로 이적했다.